# Girella cyanea
Girella cyanea és una espècie de peix pertanyent a la família dels kifòsids.

## Descripció
- Pot arribar a fer 20 cm de llargària màxima.[2]

## Hàbitat
És un peix marí, bentopelàgic i de clima temperat.

## Distribució geogràfica
Es troba al Pacífic sud-occidental: Austràlia (incloent-hi l'illa de Lord Howe i l'illa Norfolk) i Nova Zelanda (incloent-hi les illes Kermadec).

## Observacions
És inofensiu per als humans.